# USS Chandler (DDG-996)
USS Chandler (DDG-996) — четвёртый и последний построенный эскадренный миноносец типа «Кидд».
USS Chandler назван в честь американского контр-адмирала Второй мировой войны Теодора Эдсона Чандлера, погибшего в результате ранений, полученных 7 января 1945 года на борту своего флагмана крейсера «Луисвилль» (CA-28 Louisville типа «Нортхэмптон»), во время воздушной атаки смертника-камикадзе.

## История создания
Строительство началось 7 мая 1979 года. Изначально постройка планировалось согласно контракту, заключённому в 1974 году между шахом Ирана и американской фирмой «Litton Industries». Корабль получил имя Ануширван (англ. Andushirvan, в честь персидского шахиншаха Ануширавана. Но после падения шахского режима во время исламской революции 1978—1979 годов, конгресс США аннулировал этот заказ. 28 июня 1980 года USS Chandler был спущен на воду, и 13 марта 1982 года USS Chandler был введён в эксплуатацию.

### Боевая служба
В 1985 году USS Chandler стал участником аварии на реке Колумбия. Руководствуясь Морским правом США, владельцы барж, пострадавших из-за халатных действий USS Chandler, подали иск, согласно которому окружной суд штата Орегон признал небрежность действия офицеров (в результате которых было вызвано появление солитонов) эсминца и вынес решение о возмещении ущерба.
USS Chandler входил в состав групп ВМС США, сконцентрированных в Тихом океане, Персидском заливе. Принимал участие в операции «Буря в пустыне».
USS Chandler был выписан из состава ВМС США 23 сентября 1999 года.

### В Китайской республике
USS Chandler был продан Китайской Республике в 2004 году, согласно санкции 23 апреля 2001 года Президента США с Джорджа Буша-младшего на продажу Тайваню всех четырёх эсминцев типа «Кидд» (в составе крупной партии американских вооружений, включающих так же 8 дизельных подводных лодок и 12 базовых патрульных самолетов P-3 «Орион»). Был переименован в ROCS «Ма Конг» (англ. Ma Kong) DDG-1805 и введён в эксплуатацию 3 ноября 2006 года.
Изначально его планировалось переименовать в Ву (англ. Wu Teh), так как именно так на китайском языке выглядит транслитерация слова Chandler.